# Васильевская (муниципальное образование «Никольское»)
Васильевская — деревня в Шенкурском районе Архангельской области. Входит в состав муниципального образования «Никольское».

## География
Деревня расположена в южной части Архангельской области, в таёжной зоне, в пределах северной части Русской равнины, в 12 километрах на запад от города Шенкурска. Ближайшие населённые пункты: на западе деревни Красковская и Арефинская, на востоке деревня Родионовская.
Часовой пояс
Васильевская, как и вся Архангельская область, находится в часовой зоне МСК (московское время). Смещение применяемого времени относительно UTC составляет +3:00.

## Население
| 2002 | 2010 | 2012 |
| ---- | ---- | ---- |
| 10   | ↘6   | ↘1   |

## История
В «Списке населенных мест Архангельской губернии к 1905 году» деревня Васильевская насчитывает 16 дворов, 69 мужчин и 59 женщин.  В административном отношении деревня входила в состав Едемского сельского общества Великониколаевской волости.
На 1 мая 1922 года в поселении 26 дворов, 37 мужчин и 70 женщин.

## Достопримечательности
Часовня Воздвижения Креста Господня Объект культурного наследия № 2900593000  — Деревянная шатровая часовня, построенная во второй половине 18 века, с пристроенной в конце 19 века трапезной. Украшением часовни является шатёр, крытый лемехом.